# 香港浸會大學持續教育學院
香港浸會大學持續教育學院（英語：School of Continuing Education, Hong Kong Baptist University），簡稱浸大持續教育學院，前身為香港浸會學院持續教育學院，於1975年成立，是香港浸會大學的其中一所學院，轄下的國際學院、持續及專業教育部、護理教育部和幼兒及基礎教育部提供不同學科的全日制及兼讀制課程。
除了開辦香港浸會大學的深造、學士、副學士、高級文憑、文憑及證書課程外，學院亦與海外大學合辦頒授非本地學歷的課程。另外，學院設有本港首間附屬於大學的幼稚園─香港浸會大學附屬幼稚園，為幼兒教育提供教研的基地。
學院以自資的形式運作，除了於九龍塘和石門的大學校園授課外，亦為在職人士在港鐵沿線設立三個教學中心。
昔日亦是一所预科学校，曾開辦「香港高級程度會考課程」，即舊制中學中六及中七預科課程。

## 教學中心
總辦事處
校園教學中心：
- 九龍塘校園中心
  - 思齊樓辦事處
  - 持續教育大樓辦事處
- 石門（沙田）校園中心

九龍區教學中心：
- 尖沙咀中心
- 東九龍中心

香港區教學中心：
- 灣仔中心

## 收生情況
根據自資專上教育委員會及傳媒的資料，以下是該校全日制大專課程的實際收生人數。
| 學年    | 學士學位 | 銜接學位 | 高級文憑 | 收生總數 | 備註 |
| ------- | -------- | -------- | -------- | -------- | ---- |
| 2012/13 | -        | 600      | 151      | 751      |      |
| 2013/14 | -        | 613      | 121      | 734      |      |
| 2014/15 | 132      | 885      | 34       | 1,051    |      |
| 2015/16 | 126      | 196      | 56       | 378      |      |
| 2016/17 | 137      | 70       | 94       | 301      |      |
| 2017/18 | 168      | 67       | 202      | 437      |      |
| 2018/19 | 185      | 90       | 248      | 523      |      |
| 2019/20 | 274      | 96       | 287      | 657      |      |
| 2020/21 | 191      | 70       | 320      | 581      |      |

## 外部連結
- 官方网站

1. ↑  . 自資專上教育委員會.   [2021-12-14]. （原始内容存档于2020-07-19）. （页面存档备份，存于）